# Nationale Universiteit Chung Hsing
De Nationale Universiteit Chung Hsing (Chinees: 誠樸精勤) is een publieke onderzoeksuniversiteit, gevestigd in Taichung, Taiwan. De universiteit werd opgericht in 1919 als de Advanced Academy of Agronomy and Forestry door het Japanse koloniale bewind. In 1971 werd het onder haar huidige naam een nationale universiteit.
In de QS World University Rankings van 2020 staat de Nationale Universiteit Chung Hsing wereldwijd op een 651-700ste plaats, waarmee het de 13e Taiwanese universiteit op de ranglijst is.